# 塔纳格拉
塔纳格拉（希臘語：Τανάγρα）是希腊中希臘大區维奥蒂亚专区的市镇，行政中心为斯希马塔里翁镇。市镇面积为461.02平方公里，2021年人口数量为18,500人。
现今范围的市镇设立于2011年地方政府改革中，由原4个市镇合并而成，原市镇则成为此市镇的4个市区。2014年从两个市区中析出第五个市区。塔纳格拉市区（即原塔纳格拉市镇）的面积为122.53平方公里，2021年人口数量为3,212人。

## 人口数据
| 年份 | 同名社区 | 同名市区 | 整个市镇 |
| ---- | -------- | -------- | -------- |
| 1981 | 1,097    | –        | –        |
| 1991 | 847      | –        | –        |
| 2001 | 871      | 4,134    | –        |
| 2011 | 1,117    | 3,827    | 19,432   |
| 2021 | 929      | 3,212    | 18,500   |